# Olympische Sommerspiele 1960/Teilnehmer (Chile)
| Gelbes Symbol für Goldmedaillen mit stilisierten Olympischen Ringen | Graues Symbol für Silbermedaillen mit stilisierten Olympischen Ringen | Braundes Symbol für Bronzemedaillen mit stilisierten Olympischen Ringen |
| ------------------------------------------------------------------- | --------------------------------------------------------------------- | ----------------------------------------------------------------------- |
| —                                                                   | —                                                                     | —                                                                       |

Chile nahm an den Olympischen Sommerspielen 1960 in der italienischen Hauptstadt Rom mit einer Delegation von neun Sportlern, acht Männer und eine Frau, teil.

## Teilnehmer nach Sportarten

### Boxen
- Juan D. Díaz
Federgewicht: 9. Platz

- Alfredo Cornejo
Weltergewicht: 17. Platz

- Carlos Lucas
Mittelgewicht: 9. Platz

### Leichtathletik
- José Aceituno
5000 Meter: Vorläufe

- Juan Silva
Marathon: 33. Platz

- Juris Laipenieks
Zehnkampf: 19. Platz

- Marlene Ahrens
Frauen, Speerwurf: 12. Platz

### Schießen
- Juan Enrique Lira
Trap: 17. Platz

- Gilberto Navarro
Trap: 26. Platz